# Khatun av Bukhara
Khatun av Bukhara, död 689, var en drottning av Bukhara, gift med khan Bidun av Bukhara ur Bukhar Khudahsdynastin. Hon var regent i Bukhara som förmyndare för sin son khan Tughshada av Bukhara.
Hennes namn är okänt; "Khatun" betyder "drottning". Hon blev regent för sin fem månader gamla son vid hennes makes död: årtalen för när detta skedde är omtvistade. 
År 674 invaderades Centralasien av det muslimska Umayyadkalifatet under Ubaydullah ibn Ziyad som härjade och brände. Hon slöt en allians med en grannstat och försökte försvara territoriet med en turkisk armé, som besegrades, och hon betalade lösen för sin stad med en miljon dirham i silver. 
Umayyaderna tillfångatog 80 turkiska krigsfångar, bröt sitt löfte att återlämna dem och förde dem i slaveri till Arabien, där de gjorde uppror och begick självmord.
Hon avled 689 och Vardan Khudah Khunak övertog då hennes ställning som regent för hennes son. 